# Aurangábád
Aurangábád (máráthi nyelven: औरंगाबाद, átírva: Auraṅgābād, angolul: Aurangabad) város India területén, Mahárástra szövetségi államban, Mumbaitól közúton kb. 340 km-re ÉK-re. Lakossága 1,17 millió fő volt 2011-ben.
A város fő látványossága Aurangzeb mogul császár feleségének mauzóleuma, a Bíbí-ká-Makbará, a Tádzs Mahal mása. A város környékén található az India legfontosabb műemlékei közé tartozó ellórái (30 km-re) és adzsantai barlangtemplomok (105 km-re).

## Története
Khaḍkī volt a falu eredeti neve, amelyet Malik Ambar, II. Murtaza Nizam sah miniszterelnöke, Ahmednagar szultánja tett fővárossá. Khaḍkī egy évtizeden belül népes és impozáns várossá nőtte ki magát. Malik Ambar 1626-ban halt meg. Fia, Fateh kán követte, aki Khaḍkī nevét Fatehnagarra változtatta. Amikor a császári csapatok 1633-ban elfoglalták Devagiri erődjét, a Nizam sahi területek, beleértve Fatehnagart is, a mogulok birtokába kerültek.
1653-ban, amikor Aurangzeb mogul herceget másodszor is kinevezték a Dekkán alkirályának, Fatehnagart tette fővárosává, és átnevezte Aurangabadnak. Aurangzeb uralkodásának krónikásai néha Khujista Bunyad néven emlegetik Aurangabádot.
1667-ben Muazzam, Aurangzeb fia lett a tartomány kormányzója. Előtte Mirza Rajah Jai Singh volt a tartomány vezetője egy ideig.
1681-ben, Aurangzeb császárrá koronázása után udvarát Delhi fővárosából Aurangabadba helyezte át, hogy katonai hadjáratait a Dekkánban folytathassa. A mogul elit jelenléte a városban fejlődéshez vezetett, mivel számos köz- és magánépület épült. Bár Aurangzeb úgy döntött, hogy 1684 után nem lakik a városban, a város megőrizte jelentőségét, mint a Mogul Dekkán elsődleges katonai előőrse, vonzotta a gazdagságot  és Aurangabad kereskedelmi központtá vált. A hímzett selyemek gyártása ebben az időszakban jelent meg, mely Aurangabadban a mai napig jelen van. A mughal Aurangabad kulturális központ is volt, a perzsa és urdu irodalom fontos központjaként. A mogul korszakban Aurangabad lakossága 200 000 főre becsülhető, lakói 54 külvárosban éltek.
1724-ben Asaf Jah, egy mogul tábornok és Nizam al-Mulk a Dekkán régióban úgy döntött, hogy kiválik a széthulló Mogul Birodalomból, azzal a szándékkal, hogy saját dinasztiát alapítson a Dekkánban. Aurangabad továbbra is politikai és kulturális szempontból jelentős volt Asaf Jah új uralmának fővárosaként a következő 40 évben is, egészen addig, amíg fia és utódja, Nizam Ali kán, II. Asaf Jah át nem helyezte a fővárost Haidarábádba 1763-ban. Aurangabad kiváltságos helyzetének elvesztése a gazdasági hanyatlás időszakához vezetett; a 19. század elejére a város jelentősen alulnépesedett, ami a közigazgatás meggyengüléséhez vezetett, épületei pedig pusztulásnak indultak. Aurangabad azonban továbbra is fontos marad a nizamok területeinek „második városaként” a kormány működésének hátralévő részében.
1816-ban a britek egy kantont létesítettek Aurangabadon kívül (ahogyan a nizamok uralmának más részein is tették), de a Nizam tisztviselői visszatartották őket attól, hogy belépjenek a városba. A brit fennhatóság alatt álló hercegi államként a Nizam-féle Hyderabad állam kvázi autonóm volt, ami azt jelenti, hogy Aurangabad kultúrája valamelyest mentes volt a gyarmati befolyástól.
Aurangabad a 19. század végén kezdett iparosodni, és 1889-ben megnyílt a város első gyapotüzeme. A város lakossága 1881-ben 30 000 fő volt, ami a következő két évtizedben 36 000-re nőtt. Aurangabadot különösen érintette az 1899-1900-as, 1918-as és 1920-as dekkáni éhínség, ami a bűnözés megugrását is okozta.
Az indiai függetlenség után Hyderabad államot 1948-ban az Indiai Unióhoz csatolták, és ennek következtében Aurangabad az Indiai Unióhoz tartozó Hyderabad állam részévé vált. 1956-ban átkerült az újonnan megalakult kétnyelvű Bombay államba, majd 1960-ban Maharashtra állam részévé vált.
Bal Thackeray 1988-ban javasolta a város átnevezését Sambhajinagar névre. A helyi kormányzó testület, azaz a City Corporation 1995-ben határozatot hozott a névváltoztatásról. 2022. június 29-én a Shiv Sena vezette Maharashtra kabinet jóváhagyta Aurangabad átnevezését Sambhaji Nagarra, Sambhaji Bhosale után, aki a Maratha Birodalom második Chhatrapatija volt.

## Fordítás
- Ez a szócikk részben vagy egészben  az   Aurangabad (Maharashtra) című német Wikipédia-szócikk fordításán alapul.  Az eredeti cikk szerkesztőit annak laptörténete sorolja fel. Ez a jelzés csupán a megfogalmazás eredetét és a szerzői jogokat jelzi, nem szolgál a cikkben szereplő információk forrásmegjelöléseként.
- Ez a szócikk részben vagy egészben  az   Aurangabad című angol Wikipédia-szócikk fordításán alapul.  Az eredeti cikk szerkesztőit annak laptörténete sorolja fel. Ez a jelzés csupán a megfogalmazás eredetét és a szerzői jogokat jelzi, nem szolgál a cikkben szereplő információk forrásmegjelöléseként.